# Can Pesseta
|  | Per a altres significats, vegeu «bòbila de Can Pesseta». |

Can Pesseta és una casa adossada a l'interior del nucli de Ripollet (al Vallès Occidental) inclosa a l'Inventari del Patrimoni Arquitectònic de Catalunya.

## Arquitectura
Gran edifici de tres crugies, ubicat entre mitgeres, que compta amb planta baixa, primer pis i golfes. La coberta és de teula a dos vessants, amb carener paral·lel a la línia del carrer. L'ordenació de la façana és simètrica, amb divisions horitzontals i verticals que, malgrat l'austeritat decorativa del conjunt, ordenen la composició. Totes les obertures són rectangulars: a la planta baixa veiem la porta d'accés al cos central i dues obertures més als laterals. Al pis superior, tres balcons de poca volada se sostenen sobre dues mènsules cadascun i presenten baranes de ferro treballades. Al nivell de les golfes es poden veure tres grups de dues finestres rectangulars, en eix amb els balcons. El conjunt apareix rematat per una balustrada realitzada amb ceràmica, amb gerros sobre pilars.apa"/>
Els motius ornamentals es veuen incisos als marcs dels balcons i damunt la porta d'accés, on figura la data de 1884. És remarcable el paviment de mosaic conservat en algunes cambres. Al costat d'aquesta casa, al número 16, hi ha adossat un edifici de planta i pis, amb obertures rectangulars, que s'unifica amb el número 14 pel pati posterior.

## Història
Can Pesseta va ser bastida a les darreries del segle xix com a residència dels Padró, una de les famílies vinculades de fa molts anys a la vida social, política i econòmica de Ripollet. Hi ha constància documental de la casa en una carta de pagament de legítimes del 15 de desembre de 1912 conservada a l'arxiu familiar de Jacint Padró. La família Padró, propietària de la bòbila de Can Pesseta, va ser la primera a pagar el feix de llenya a pesseta, unitat de moneda vigent des del 1868. D'aquí el sobrenom amb què va ser coneguda la casa.